# Bandeira
Bandeira là một đô thị thuộc bang Minas Gerais, Brasil. Đô thị này có diện tích 484,68 km², dân số năm 2007 là 5337 người, mật độ 10,2 người/km².